# Christopher Rave
Christopher Rave (* 20. Februar 1881 in Hamburg; † 13. Januar 1933 ebenda) war ein deutscher Maler und Polarforscher sowie Professor.

## Leben

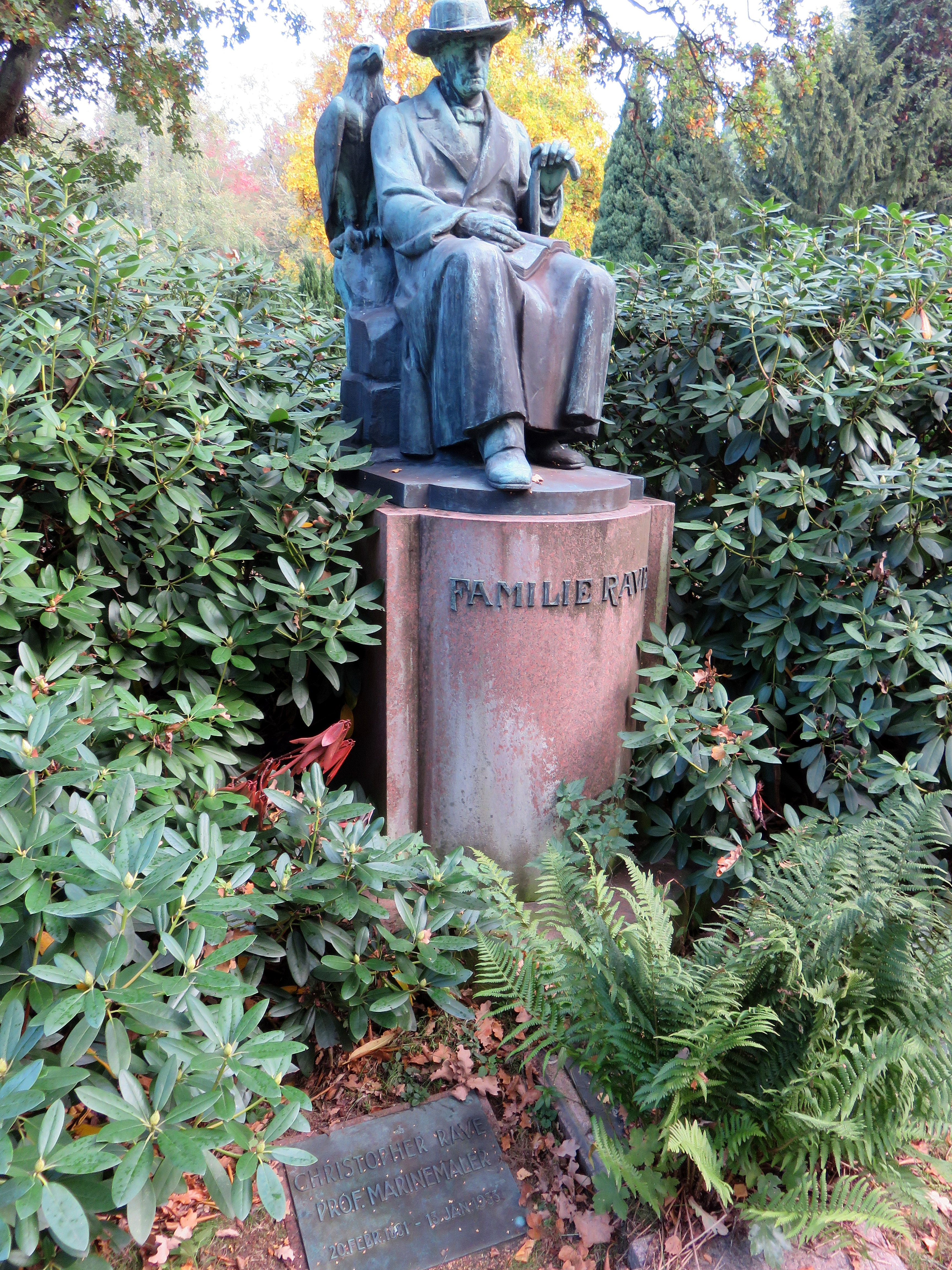
Kissenstein Marinemaler Christopher Rave auf dem Friedhof Ohlsdorf

Rave war ein bekannter, in Hamburg lebender Schiffsmaler. Zwischen 1900 und 1909 fasste er die 8000 Jahre der Geschichte der Seefahrt in 300 Gemälden zusammen, die 1911 in Hamburg ausgestellt wurden und anschließend einzeln verkauft wurden. 1910 erlebte er die Strandung des Laeisz-Fünfmasters Preußen vor Dover an Bord mit. Die Preußen war mit einem Dampfer kollidiert.
Als Kameramann gehörte er zur Besatzung des Schiffes Herzog Ernst, das 1912 eine Nordpolarmeer-Expedition unter der Führung von Herbert Schröder-Stranz und Alfred Ritscher als Kapitän unternahm. Von den 15 Besatzungsmitgliedern überlebten nur sieben, darunter auch Rave und der Geologe Dr. Hermann Rüdiger, dem von Rave bei vollem Bewusstsein ein Fuß amputiert werden musste. Rave dokumentierte die Expedition unter anderem auf 35-mm-Film. Nach seiner Rückkehr entstand daraus der 90 Minuten Spielfilm Mit der Kamera im ewigen Eis, der jedoch in den Wirren des Zweiten Weltkriegs überwiegend verloren ging, als sowohl das Archiv der UFA in Berlin als auch Raves Atelier in Hamburg ausgebombt wurden. Um 2006 wurden einzelne Sequenzen von rund acht Minuten des Filmmaterial in einem Moskauer Archiv entdeckt, wohin sie als durch Major Iossif Manewitsch beschlagnahmte Kriegsbeute gelangt waren.
Christopher Rave erschoss sich am 13. Januar 1933. Aufgrund einer Krebserkrankung am Kehlkopf konnte er zu diesem Zeitpunkt kaum noch sprechen. Sein aufwendig gestaltetes Grabmal (einschließlich Kissenstein), gestaltet von seinem Schüler Valentin Kraus, findet sich auf dem Friedhof Ohlsdorf bei Planquadrat J 14 (nördlich Kapelle 4).

## Auszeichnungen
- um 1913: Rettungsmedaille der Hansestadt Hamburg

## Werke (Auswahl)

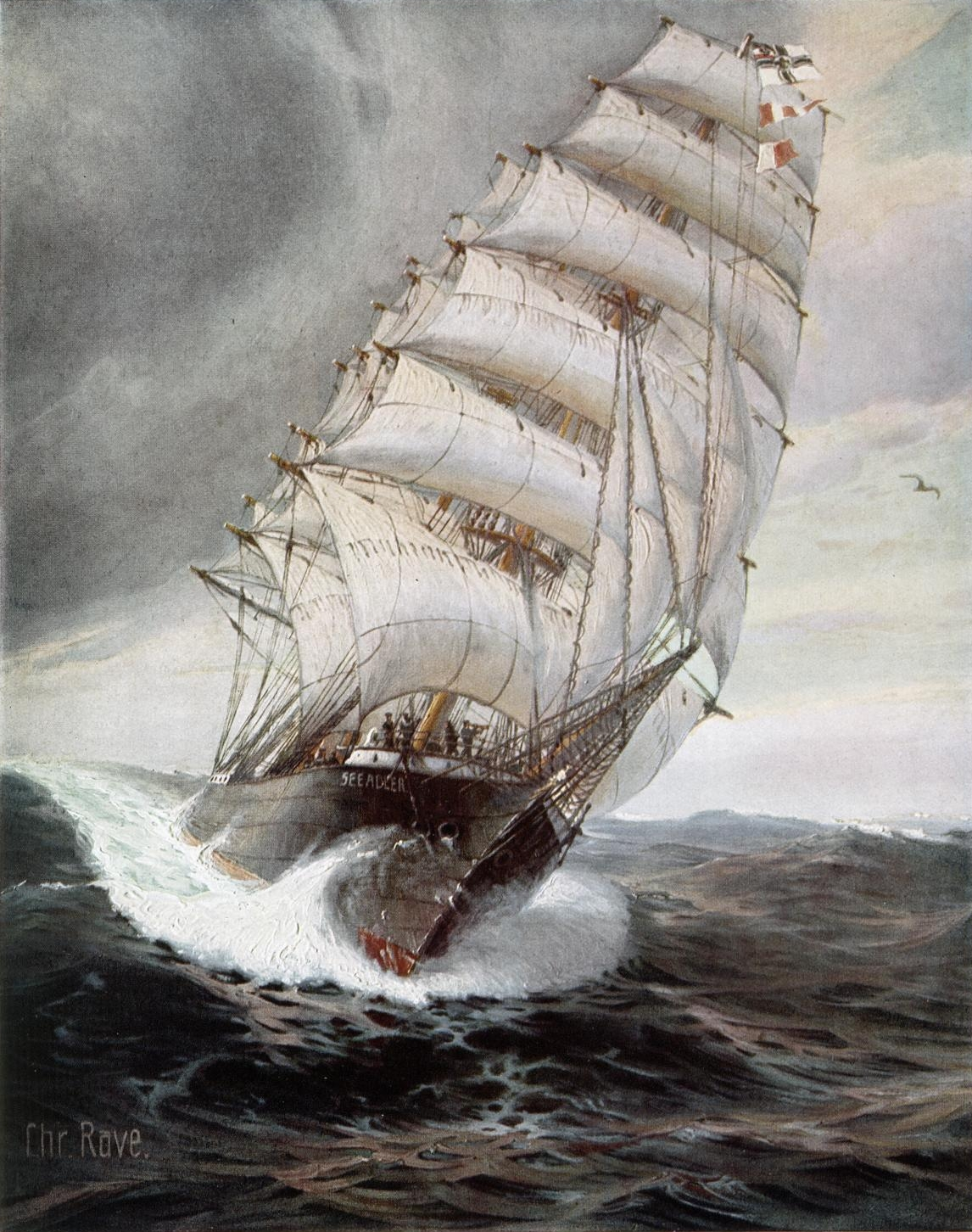
Postkarten-Reproduktion des Gemäldes der Seeadler

- Waldlandschaft, 1905, „Haus der Stille“, Bielefeld-Bethel
- Bildnis eines Gelehrten mit aufgeschlagenem Buch, Öl auf Malkarton, 25,5 × 26,5 cm, 1906
- Dampfwalfangschiff im nördlichen Eismeer, Öl auf Leinwand, 60 cm × 100 cm, 1910
- Seeadler, Ölbild vor 1924,[4] ggf. mehrere Repliken
- Die brandenburgische Flotte vor Emden, Format 4,80 m × 3,50 m, im Besitz der Hamburger Kunsthalle
- T.S. „CAP ARCONA“ auf See, Öl auf Holz, 37 × 51 cm
- Altes Land im rötlichen Winterlicht, Öl auf Leinwand, 60 × 100 cm

## Schriften
- Tagebuch von der verunglückten Expedition Schröder-Stranz: mit Federzeichnungen vom Verfasser (PDF; 26,5 MB), Schaffstein, Köln 1913.
- Illustrationen und Fotos in: Hermann Rüdiger: Die Sorge-Bai: Aus den Schicksalstagen der Schröder-Stranz-Expedition. 46 Bilder und 5 Tafeln nach Zeichnungen und photographischen Aufnahmen Christopher Rave, Reimer, Berlin 1913, Nachdruck: Edition Fines Mundi, Saarbrücken 2007.

## Film
- Im ewigen Eis. Eine Fahrt ins Polareis, Filmdokumentation der Expedition, D 1913, ca. 90 Minuten, überwiegend verschollen